# بلدة ألين (مقاطعة أوتاوا)
بلدة ألين هي واحدة من اثنتي عشرة بلدة في مقاطعة أوتاوا، أوهايو، الولايات المتحدة. وجد تعداد عام 2000، 3591 شخصًا في البلدة، يعيش 3297 منهم في الأجزاء غير المدمجة من البلدة.

## الاسم والتاريخ
على مستوى الولاية، توجد مدن ألين الأخرى في مقاطعات دارك وهانكوك والاتحاد.

## روابط خارجية
- موقع المقاطعة